# Contamine-Sarzin
Contamine-Sarzin és un municipi francès situat al departament de l'Alta Savoia i a la regió d'Alvèrnia-Roine-Alps. L'any 2007 tenia 536 habitants.

## Demografia

### Població
El 2007 la població de fet de Contamine-Sarzin era de 536 persones. Hi havia 192 famílies de les quals 48 eren unipersonals (40 homes vivint sols i 8 dones vivint soles), 48 parelles sense fills, 84 parelles amb fills i 12 famílies monoparentals amb fills.
La població ha evolucionat segons el següent gràfic:
Habitants censats

### Habitatges
El 2007 hi havia 238 habitatges, 197 eren l'habitatge principal de la família, 18 eren segones residències i 23 estaven desocupats. 205 eren cases i 30 eren apartaments. Dels 197 habitatges principals, 161 estaven ocupats pels seus propietaris, 28 estaven llogats i ocupats pels llogaters i 8 estaven cedits a títol gratuït; 6 tenien una cambra, 23 en tenien dues, 19 en tenien tres, 33 en tenien quatre i 116 en tenien cinc o més. 174 habitatges disposaven pel capbaix d'una plaça de pàrquing. A 70 habitatges hi havia un automòbil i a 117 n'hi havia dos o més.

### Piràmide de població
La piràmide de població per edats i sexe el 2009 era:
| Homes | Edats   | Dones |
| ----- | ------- | ----- |
| 0     | 95 o +  | 0     |
| 0     | 90 a 94 | 0     |
| 0     | 85 a 89 | 0     |
| 0     | 80 a 84 | 0     |
| 8     | 75 a 79 | 0     |
| 0     | 70 a 74 | 8     |
| 4     | 65 a 69 | 0     |
| 12    | 60 a 64 | 4     |
| 12    | 55 a 59 | 8     |
| 8     | 50 a 54 | 8     |
| 8     | 45 a 49 | 0     |
| 16    | 40 a 44 | 12    |
| 20    | 35 a 39 | 24    |
| 16    | 30 a 34 | 16    |
| 16    | 25 a 29 | 16    |
| 12    | 20 a 24 | 12    |
| 8     | 15 a 19 | 4     |
| 20    | 10 a 14 | 12    |
| 8     | 5 a 9   | 16    |
| 0     | 0 a 4   | 24    |

## Economia
El 2007 la població en edat de treballar era de 363 persones, 288 eren actives i 75 eren inactives. De les 288 persones actives 270 estaven ocupades (160 homes i 110 dones) i 18 estaven aturades (5 homes i 13 dones). De les 75 persones inactives 22 estaven jubilades, 31 estaven estudiant i 22 estaven classificades com a «altres inactius».

### Ingressos
El 2009 a Contamine-Sarzin hi havia 176 unitats fiscals que integraven 494 persones, la mediana anual d'ingressos fiscals per persona era de 25.104,5 €.

### Activitats econòmiques
Dels 12 establiments que hi havia el 2007, 6 eren d'empreses de construcció, 3 d'empreses de comerç i reparació d'automòbils, 1 d'una empresa d'hostatgeria i restauració i 2 d'empreses de serveis.
Dels 2 establiments de servei als particulars que hi havia el 2009, 1 era un paleta i 1 fusteria.
L'any 2000 a Contamine-Sarzin hi havia 11 explotacions agrícoles que ocupaven un total de 280 hectàrees.

## Poblacions més properes
El següent diagrama mostra les poblacions més properes.